# فرانك ميلر (لاعب كرة قاعدة)
فرانك ميلر (بالإنجليزية: Frank Miller)‏ هو لاعب كرة قاعدة أمريكي، ولد في 13 مايو 1886 في ألغن في الولايات المتحدة، وتوفي بنفس المكان في 14 فبراير 1974.

## وصلات خارجية
- فرانك ميلر على موقعبيزبول رفرنس.كوم (الدوري الرئيسي) (الإنجليزية)
- فرانك ميلر على موقعبيزبول رفرنس.كوم (الدوري الثانوي) (الإنجليزية)